# 邦芬先生城
邦芬先生城是巴西巴伊亚州的一个市镇。总面积816.697平方公里，总人口76113人，人口密度93.2人/平方公里。“邦芬先生”指代的是耶稣基督。